# Indira Gandhi Award du meilleur réalisateur pour un premier film
Le Indira Gandhi Award du meilleur réalisateur pour un premier film est l'une des catégories des National Film Awards présentées annuellement par la Direction des festivals de films, l'organisation créée par le Ministère de l'information et de la radiodiffusion en Inde. C'est l'un des nombreux prix de la catégorie des longs métrages et décerné avec le Golden Lotus (Swarna Kamal). 
Ce prix a été nommé en honneur à l'ancienne première ministre de l'Inde Indira Gandhi en 2010.
Le prix est annoncé pour tous les films produits dans toute l'Inde, quelle que soit l'industrie, quelle que soit la langue indienne.

## Liste des vainqueurs
Les années sont indiquées selon l'enregistrement du film par le Central Board of Film Certification.
| Année       | Film(s)                       | Langue(s)         | Producteur(s)                                  | Réalisateur(s)             | Refs.  |
| ----------- | ----------------------------- | ----------------- | ---------------------------------------------- | -------------------------- | ------ |
| 1980 (28e)  | Maina Tadanta                 | Bengali           |                                                | Utpalendu Chakrabarty      | [ 1 ]  |
| 1981 (29e)  | Aadharshila                   | Hindi             |                                                | Ashok Ahuja                | [ 2 ]  |
| 1982 (30e)  | Kann Sivanthaal Mann Sivakkum | Tamoul            |                                                | Sreedhar Rajan             | [ 3 ]  |
| 1983 (31e)  | Jaane Bhi Do Yaaro            | Hindi             |                                                | Kundan Shah                | [ 4 ]  |
| 1984 (32nd) | Meendum Oru Kaathal Kathai    | Tamoul            | Radhika Pothan                                 | Prathap K. Pothan          | [ 5 ]  |
| 1985 (33e)  | New Delhi Times               | Hindi             | P. K. Tiwari                                   | Romesh Sharma              | [ 6 ]  |
| 1986 (34e)  | Yeh Woh Manzil To Nahin       | Hindi             | Sudhir Mishra                                  | Sudhir Mishra              | [ 7 ]  |
| 1987 (35e)  | Ekti Jiban                    | Bengali           | Chalchitra                                     | Raja Mitra                 | [ 8 ]  |
| 1988 (36e)  | Trishagni                     | Hindi             | Nabendu Ghosh                                  | Nabendu Ghosh              | [ 9 ]  |
| 1989 (37e)  | Wosobipo                      | Karbi             | Karbi Anglong District Council                 | Gautam Bora                | [ 10 ] |
| 1990 (38e)  | Perumthachan                  | Malayalam         | G. Jayakumar                                   | Ajayan                     | [ 11 ] |
| 1991 (39e)  | Haladhar                      | Assamais          | *Geeti Barua *Dwijen Hazorika                  | Sanjeev Hazorika           | [ 12 ] |
| 1992 (40e)  | Miss Beatty's Children        | Anglais           | NFDC, Doordarshan and Rooks AV                 | Pamela Rooks               | [ 13 ] |
| 1993 (41e)  | Sunya Theke Suru              | Bengali           | *H. Das *Madhumanti Maitra *M. Das             | Ashoke Viswanathan         | [ 14 ] |
| 1994 (42nd) | Mogamul                       | Tamoul            | J. Dharmambal                                  | Gnana Rajasekaran          | [ 15 ] |
| 1995 (43e)  | Kahini                        | Bengali           | *Chandramala Bhattacharya *Malaya Bhattacharya | Malaya Bhattacharya        | [ 16 ] |
| 1996 (44e)  | Rag Birag                     | Assamais          | *Bhabhen Baruah *Khanin Baruah                 | Bidyut Chakraborty         | [ 17 ] |
| 1997 (45e)  | Bhoothakkannadi               | Malayalam         | Nair Krishnakamur Unni                         | A. K. Lohithadas           | [ 18 ] |
| 1998 (46e)  | Daya                          | Malayalam         | C. K. Gopinath                                 | Venu                       | [ 19 ] |
| 1999 (47e)  | Dollar Dreams                 | Anglais           | Sekhar Kammula                                 | Sekhar Kammula             | [ 20 ] |
| 1999 (47e)  | Laado                         | Haryanvi          | Kumud Chaudhary                                | Ashwini Chaudhary          | [ 20 ] |
| 2000 (48e)  | Sayahnam                      | Malayalam         | M. S. Nazeer                                   | R. Sarath                  | [ 21 ] |
| 2001 (49e)  | Thilaadanam                   | Télougou          | NFDC                                           | K. N. T. Sastry            | [ 22 ] |
| 2002 (50e)  | Patalghar                     | Bengali           | Niti Sonee Gourisaria                          | Abhijit Chaudhuri          | [ 23 ] |
| 2002 (50e)  | Prohor                        | Bengali           | Debjani Gupta                                  | Subhadro Chaudhary         | [ 23 ] |
| 2003 (51e)  | Margam                        | Malayalam         | Rajiv Vijay Raghavan                           | Rajiv Vijay Raghavan       | [ 24 ] |
| 2004 (52nd) | Grahanam                      | Télougou          | N. Anji Reddy                                  | Mohan Krishna Indraganti   | [ 25 ] |
| 2005 (53e)  | Parineeta                     | Hindi             | Vidhu Vinod Chopra                             | Pradeep Sarkar             | [ 26 ] |
| 2006 (54e)  | Eakantham                     | Malayalam         | Anthony Joseph                                 | Madhu Kaithapram           | [ 27 ] |
| 2006 (54e)  | Kabul Express                 | Hindi             | Aditya Chopra                                  | Kabir Khan                 | [ 27 ] |
| 2007 (55e)  | Frozen                        | * Hindi * Ladakhi | Shivajee Chandrabhushan                        | Shivajee Chandrabhushan    | [ 28 ] |
| 2008 (56e)  | A Wednesday!                  | Hindi             | UTV Motion Pictures                            | Neeraj Pandey              | [ 29 ] |
| 2009 (57e)  | Lahore                        | Hindi             | Vivek Khatkar                                  | Sanjay Puran Singh Chauhan | [ 30 ] |
| 2010 (58e)  | Baboo Band Baaja              | Marathi           | Nita Jadhav                                    | Rajesh Pinjani             | [ 31 ] |
| 2011 (59e)  | Aaranya Kaandam               | Tamoul            | S. P. B. Charan                                | Thiagarajan Kumararaja     | [ 32 ] |
| 2012 (60e)  | Chittagong                    | Hindi             | Bedabrata Pain                                 | Bedabrata Pain             | [ 33 ] |
| 2012 (60e)  | 101 Chodyangal                | Malayalam         | Thomas Kottackkakom                            | Sidhartha Siva             | [ 33 ] |
| 2013 (61e)  | Fandry                        | Marathi           | * Navalkha Arts * Holy Basil Combine           | Nagraj Manjule             | [ 34 ] |
| 2014 (62nd) | Asha Jaoar Majhe              | Bengali           | * For Films * Salaam Cinema                    | Aditya Vikram Sengupta     | [ 35 ] |
| 2015 (63e)  | Masaan                        | Hindi             | * Phantom Films * Arte France Cinéma           | Neeraj Ghaywan             | [ 36 ] |
| 2016 (64e)  | Alifa                         | Bengali           | Amaan Ahmed                                    | Deep Choudhury             | [ 37 ] |